# Adriano Goldman
Adriano Goldman (* in São Paulo) ist ein brasilianischer Kameramann und Regisseur.

## Leben
Adriano Goldman begann seine Karriere als Camera Operator und filmte dann zahlreiche Werbespots und Musikvideos, wobei er vor allem sehr eng mit MTV Brazil zusammenarbeitete. Ab Ende der 1990er Jahre entstanden erste Kurz- und Dokumentarfilme. Danach war er überwiegend für brasilianische Fernsehproduktionen als Kameramann tätig und übernahm bei einigen Serienfolgen auch die Regie.
2009 arbeitete er erstmals mit Regisseur Cary Joji Fukunaga für das Filmdrama Sin nombre zusammen. Beim Sundance Film Festival 2009 wurde er damit mit dem Excellence in Cinematography Award: U.S. Dramatic ausgezeichnet. Zwei Jahre später arbeiteten Goldman und Fukunaga erneut für Jane Eyre zusammen.
Danach filmte Goldman zunehmend internationale Produktionen wie The Company You Keep – Die Akte Grant, Unter Beobachtung, Im August in Osage County, Trash oder Im Rausch der Sterne. 2016 war Goldman bei sechs Folgen der Netflix-Serie The Crown für die Kameraarbeit verantwortlich, 2017 und 2020 folgten weitere Folgen. Er übernahm die Kameraarbeit bei der ersten Staffel der im Herbst 2022 angelaufenen Serie Andor.

## Filmografie (Auswahl)
- 1997: Lápide (Kurzfilm)
- 2001: Marisa Monte – Memórias, Crônicas E Declarações de Amor (Konzertfilm)
- 2002: Surf Adventures: O Filme (Dokumentarfilm)
- 2002: Gilberto Gil – Kaya N'Gandaya (Konzertfilm)
- 2002: Cidade dos Homens (Fernsehserie)
- 2003: Casseta & Planeta: A Taça do Mundo É Nossa
- 2005: Romeo and Juliet Get Married (O Casamento de Romeu e Julieta)
- 2006: Filhos do Carnaval (Fernsehserie)
- 2006: Das Jahr, als meine Eltern im Urlaub waren (O Ano em Que Meus Pais Saíram de Férias)
- 2007: Cidade dos Homens
- 2008: Alice (Fernsehserie)
- 2008: Romance
- 2009: Sin nombre
- 2009: Som & Fúria (Fernsehserie)
- 2009: Som e Fúria: O Filme
- 2010: Betty Anne Waters (Conviction)
- 2011: Jane Eyre
- 2011: 360
- 2011: Xingu
- 2012: The Company You Keep – Die Akte Grant (The Company You Keep)
- 2013: Unter Beobachtung (Closed Circuit)
- 2013: Im August in Osage County (August: Osage County)
- 2014: Trash
- 2015: Im Rausch der Sterne (Burnt)
- 2016, 2017, 2020: The Crown (Fernsehserie)
- 2019: L. A. Rebels – Ausbruch der Gewalt (Gully)
- 2022: Andor (Fernsehserie)